# Dvakačovice
Dvakačovice är en ort i Tjeckien.   Den ligger i regionen Pardubice, i den centrala delen av landet, 110 km öster om huvudstaden Prag. Dvakačovice ligger 251 meter över havet och antalet invånare är 153.
Terrängen runt Dvakačovice är platt, och sluttar norrut.Runt Dvakačovice är det ganska tätbefolkat, med 104 invånare per kvadratkilometer. Närmaste större samhälle är Pardubice, 10,9 km nordväst om Dvakačovice. Trakten runt Dvakačovice består till största delen av jordbruksmark.